# Synoicum angustum
Synoicum angustum är en sjöpungsart som beskrevs av Kott 1992. Synoicum angustum ingår i släktet Synoicum och familjen klumpsjöpungar. Inga underarter finns listade i Catalogue of Life.